# Гріні
Грі́ні (латис. Grīņu dabas rezervāts) — природний заповідник, розташований у Павілостському краї на крайньому заході Латвії. Заснований у 1936 році, він належить до європейської природоохоронної мережі Natura 2000. Площа охоронюваної території складає 1454,9 га. Заповідник Гріні підпорядкований Раді з охорони природи регіонального управління Курляндії.
Природний заповідник був створений задля охорони дуже рідкісної для Латвії рослини — еріки хрестолистої, а також притаманного їй особливого біотопу — грінісу. Крім того, на його теренах збереглися значні зарості восковниці звичайної — зникаючого виду чагарників, з якого видобувають сировину для виготовлення знаменитого Ризького чорного бальзаму. У флорі заповідника знайдені й інші рідкісні рослини, зокрема, кілька видів орхідей.

## Історія
Найдавніші відомості щодо теренів Гріні містяться у народному фольклорі. За переказом, барон Сакі, що мешкав тут у XVII столітті, поділив маєток між двома синами, одному заповівши поля, а іншому — ліси. Власник лісів став заможним, а власник полів бідував і через заздрощі підпалив ліс. Так з'явилася перша вересова пустка — грініс.
У XIX столітті спроби опанувати ці землі за допомогою вогню не припинялись. Місцеві мешканці випалювали траву задля підвищення родючості, але після кількох років використання такі поля переставали давати урожай, і селяни знов вдавалися до випалювання лісу, щоб захопити нові ділянки. Попри нераціональність подібного природокористування до палів вдавалися навіть лісники, коли хотіли замінити низькорослі криволісся на культурні лісові насадження. Інколи пожежі спалахували через паровози, що курсували прокладеною залізничною лінією. Влітку грініс вирізнявся надзвичайною сухістю, тому достатньо було однієї іскри з-під коліс для розповсюдження вогню.
Втім, усі людські зусилля із засвоєння місцевих земель не приносили успіху. Грініс залишався неродючим, і щойно люди припиняли обробку земель, як вони швидко заростали дикою рослинністю. До 1930-х років ядро сучасного заповідника Гріні (близько 750 га) являло собою малозмінений, але не надто продуктивний ліс, помережаний незалісненими болотами. Ця територія належала лісництву Страутіні, підпорядкованому Земельному фонду, який продавав окремі ділянки усім охочим. Втім, через неродючість місцевих земель купили їх лише 60 бідних латгальских родин, які жили з того, що вирубували дерева на продаж.

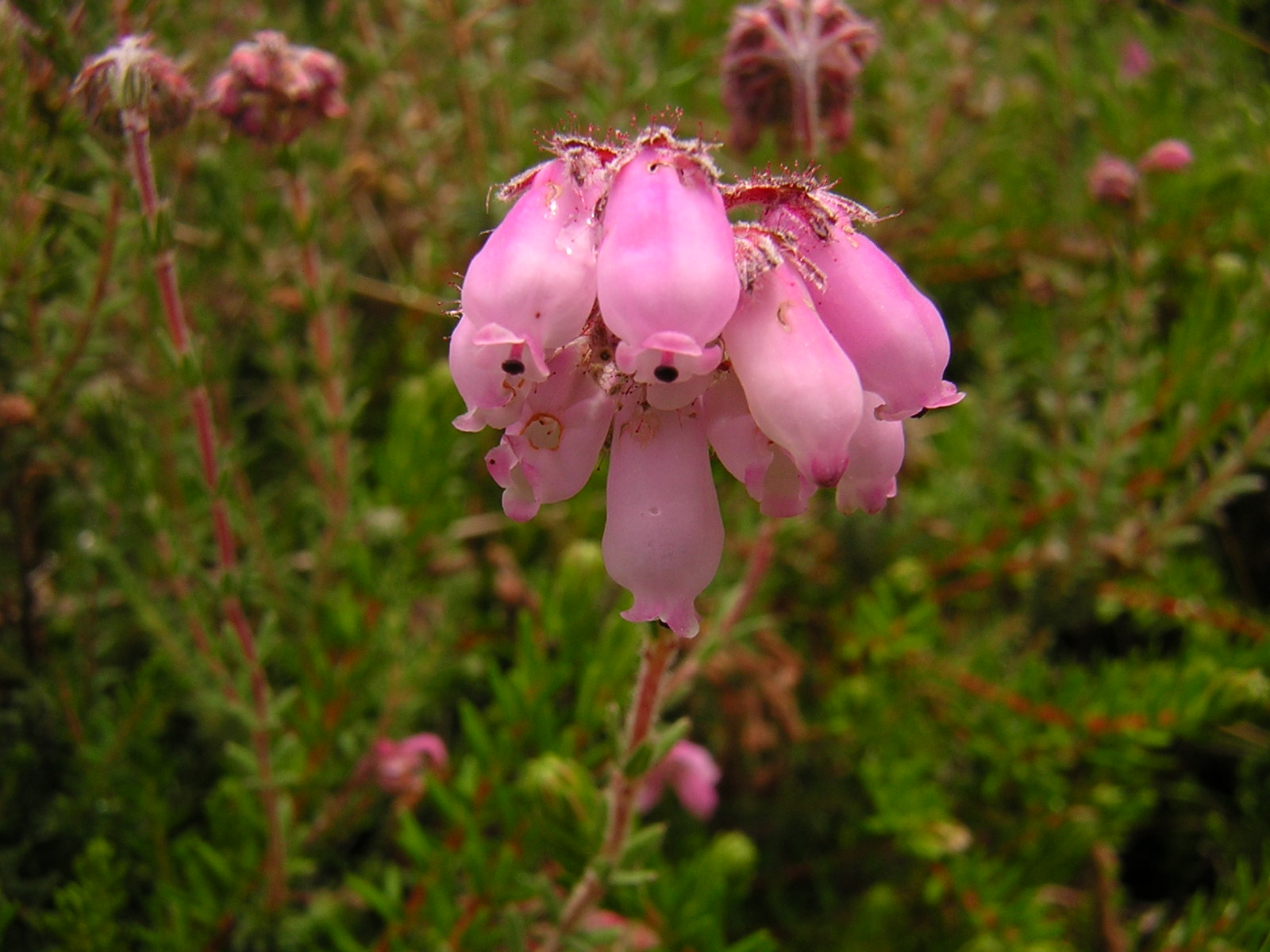
Квіти еріки хрестолистої — основного об'єкту охорони в природному заповіднику Гріні.

Документи Лісового департаменту Латвії за 1936 рік містять відомості про те, що у лісництві Страутіні знайдено великі зарості еріки хрестолистої. Оскільки основний ареал цього виду знаходиться у Західній Європі, то такого штибу знахідка стала сенсацією у колах латвійських ботаніків. Науковці Латвійського університету виступили проти господарського використання лісів Гріні, негайно були припинені усі меліоративні роботи і вирубування дерев. Цього ж року територія була заповідана, таким чином Гріні став третьою за рахунком охоронюваною територією країни після заповідників Моріцсала й Слітере.
Під час Другої світової війни і в перші роки після неї ліси Гріні фактично залишились без нагляду. В 1957 році ці терени знов оголосили заповідником. Протягом наступних 20 років до цієї території долучали нові ділянки, на яких знаходили зарості еріки так, що охоронювана площа збільшилась до 1076 га. 1979 року заповідник Гріні, залишаючись окремою природоохоронною установою, адміністративно був підпорядкований заповіднику Слітере. З 1 лютого 2011 року керівництво ним здійснює Рада з охорони природи регіонального управління Курляндії.

## Клімат
Природний заповідник Гріні розташований в Приморському кліматичному районі Атлантико-Континентальної кліматичної області, що вирізняється м'якшим, ніж на іншій території Латвії, кліматом. Середньорічна температура тут становить 6,5 °C, причому її коливання за порами року відносно невеликі. Так, середня температура січня зафіксована на рівні -3 °C, а середня температура липня — на рівні усього 16 °C. Зазвичай протягом року тут випадає 700—800 мм атмосферних опадів, причому більшість з них припадає на кінець літа й осінь. Натомість, зими в Гріні малосніжні із тонким та нетривким шаром снігу. У цій місцевості часто дмуть сильні вітри, особливо восени, вони нерідко спричинюють повалення великих дерев.

## Географія та гідрологія
Природний заповідник Гріні розташований у волості Сакас Павілостського краю Латвії, між населеними пунктами Зіємупе, Сака та Павілоста. Смуги земель, прилеглих до його меж, зайняті лісами того ж типу, що й у самому заповіднику, тому кордони між заповідною та експлуатовано територіями непомітні. Такі маловикористовувані господарські землі сприяють збереженню ландшафтів Гріні, по суті виконуючи роль буферної зони. Східний край заповідної території з півночі на південь перетинає залізнична гілка Лієпая — Вентспілс, рух по якій припинено 1996 року.
Терени заповідника лежать на Приморській низовині на віддалі 10 км від берега Балтійського моря. Абсолютна висота території становить 8-12 м над рівнем моря. Її рельєф рівний, із незначним похилом в напрямку з півночі на південь. Подекуди тут можна побачити витягнуті на кількадесят метрів низини завглибшки 0,5 м. Вони утворилися у давнину внаслідок поступового відступу моря. Іншими формами мікрорельєфу є меліоративні канали. В минулому їх використовували для осушення боліт, після заповідання вони були покинуті напризволяще, почали замулюватись і заростати. Часто уздовж таких каналів на насипах вийнятого ґрунту прокладені лісові дороги.
В межах заповідника немає великих водойм. Його перетинають дві невеликі лісові річки: на півночі заповідної зони тече Лієла-Карпа, а південніше — Маза-Карпа. Лієла-Карпа має долину завширшки 4-6 м та високі береги, але її дренажна потужність незначна і вже на відстані десятків метрів від річища можна помітити заболочені ділянки. Маза-Карпа має непрохідні, багнисті береги і більше схожа на меліоративний канал, ніж на річку. Наприкінці XX століття до його складу включили озеро Гріні площею 2 га, але через евтрофні процеси його водна поверхня постійно зменшується.

## Ґрунти і ландшафти
Уся територія заповідника Гріні підстелена потужним триметровим шаром дрібнозернистих пісків, під якими знаходяться моренні відкладення, подекуди із прошарками гравію. Ці геологічні породи утворилися при відступі прадавнього Балтійського моря. На їхній основі розвиваються переважно торфово-підзолисто-глеюваті ґрунти. Органічний шар з торфу в них має товщину лише 10 см, інколи в ґрунтових зрізах знаходять вуглини — сліди колишніх лісових пожеж. На підвищених місцях уздовж берегів Лієла-Карпа утворюються дерново-підзолисті ґрунти, а в низинах, зайнятих вологими луками, — торфово-глеюваті. Разом з тим, слід зазначити, що умов для формуваннях потужного шару торфу в заповіднику немає, тому що усі понижені ділянки отримують надлишок вологи у холодну пору року, а влітку повністю пересихають.
Однорідність гідрологічного режиму, кліматичних умов та ґрунтового покриву обумовлює одноманітність ландшафтів заповідника: 94 % його території вкриті лісами, 5 % займають луки і чагарниково-вересові пустки, 1 % припадає на колишні культивовані землі. Пейзажі Гріні не можна назвати захоплюючими. Більшість території зайняті невисокими та негустими лісами, лише на підвищених берегах річки Лієла-Карпа обмежено зростають високі стрункі сосни із ошатними ялинами.
Відкриті біоценози Гріні включають природні луки та пустки, приурочені до колишніх сіножатей, городів, кладовищ. Саме луки, порослі вересом і чагарником, отримали назву «грініс». Цей ландшафт нетиповий для Східної Балтії, тому ретельно охороняється. Науковці й досі не дійшли остаточного висновку щодо походження грінісу. Одні вважають його природним біотопом, що сформувався в унікальних місцевих умовах, інші припускаються думки, що розвиток грінісу тісно пов'язаний з діяльністю людини, зокрема, пожежами, оскільки без впливу цього чиннику грініс швидко заростає лісом.

## Флора
Цінність природного заповідника Гріні полягає у том, що, попри одноманітність ландшафтів, йому притаманне ботанічне різноманіття. Лише за неповними оцінками на його теренах знайдено близько 300 видів судинних рослин, в тому числі 33 — рідкісних для Латвії.
Рослинні угруповання заповідника можна чітко поділити на два типи. Лісові фітоценози представлені борами і березинами, в яких дерева мають пригнічений вигляд. В них тонкі та криві стовбури хирлявих сосен та пухнастих берез вкриті лишайниками, дерева часто мають зламані верхівки, місцями деревостан розріджений настільки, що ліс скидається на верхове болото. Влітку пейзаж пожвавлює високий трав'яний покрив із злаків та вересу. Але від справжніх боліт ці перезволожені ліси відрізняються тим, що велику кількість вологи вони отримують переважно восени, а влітку пересихають майже вщент. Через це їхній видовий склад поєднує риси гігрофітної (вологолюбної) та ксерофітної (посухостійкої) рослинності. У підліску таких лісів помічені крушина ламка та ялівець, у трав'яному покриві переважають чорниця, лохина, авінелла звивиста, плаун колючий, веснівка дволиста, безколінець блакитний, ожика багатоквіткова, верес звичайний, осока кульконосна, одинарник європейський, перестріч лучний. Тут також багато пригнічених кущиків брусниці.

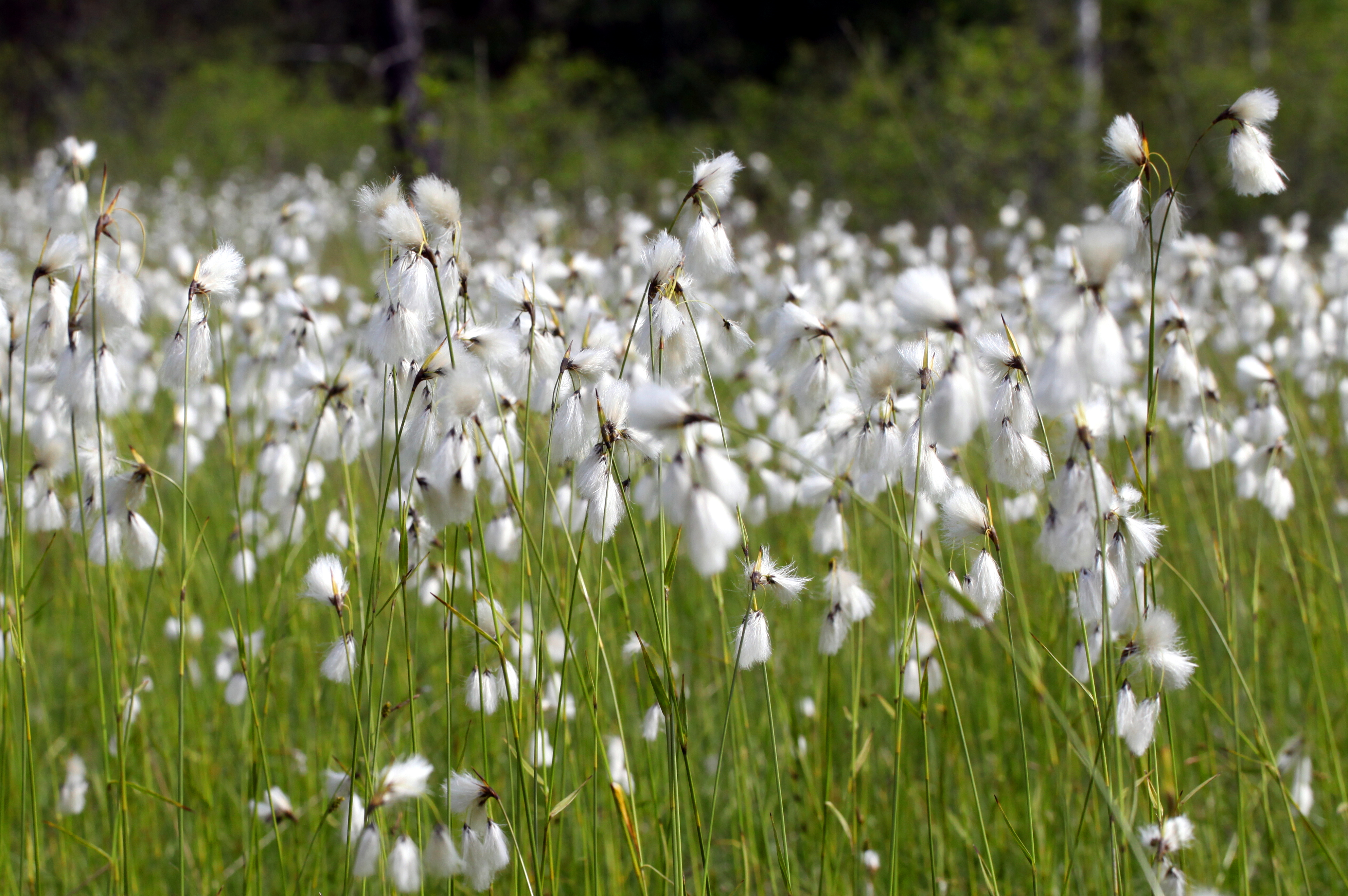
Цвітіння пухівки широколистої.

У фітоценозах відкритого типу переважають види, притаманні вологим лукам, перш за все ті, що не потребують родючих ґрунтів. Вигляд цих біотопів формують пухівки вузьколиста та широколиста, а також різноманітні осоки: чорна, Буксбаума, попелясто-сіра, ожинова, пухнастоплода, заяча, просяна, Госта тощо. Серед цих трав є домішки невибагливих злаків — сеслерії болотяної, безколінця блакитного, куничника сивуватого. До них долучаються представники різнотрав'я, серед яких найчастіше трапляються підмаренник болотний, комонник лучний, калюжниця болотна, бобівник трилистий, вовче тіло болотне, смовдь болотяна та меншою мірою півники болотні, шолудивник болотний, вербозілля китицецвіте. З чагарників на луках поширена верба розмаринолиста. Цікаво, що безколінець блакитний, як у лісах, так і на луках, утворює характерні купини.
Окремий тип рослинних угруповань відкритих місць становлять види суходільних лук. Вони зростають на невеликих площах, які колись були в обробітку. Навколо покинутих будівель, уздовж залізниці та обабіч лісових доріг знайдені кілька видів костриць й тонконогів, подорожник великий, полин звичайний, осот польовий, перстач гусячий, льонок звичайний.

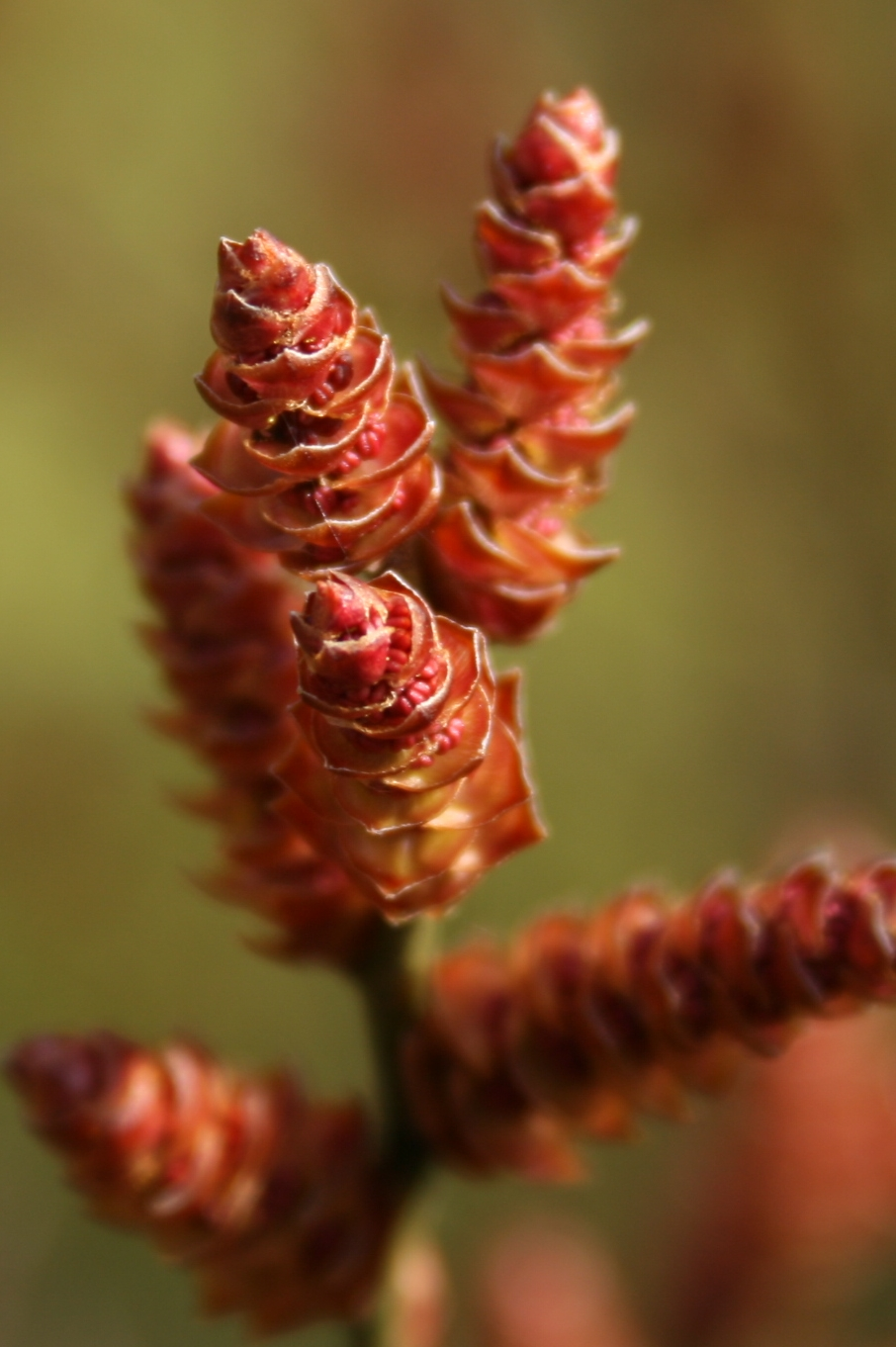
Чоловічі суцвіття восковниці звичайної.

Еріка хрестолиста поширена по всьому заповіднику Гріні та за його околицями, але ця рослина віддає перевагу відкритим сонячним місцям. Вона полюбляє легкі ґрунти — сухі влітку та зволожені восени. В Латвії цей вид не витримує конкуренції з іншими рослинами і за найменшого погіршання умов зникає з травостою. Особливо згубне для неї заростання відкритих ділянок лісом. Під час цвітіння еріка виглядає привабливо завдяки рожевим квітками-келишкам, але часто залишається непоміченою для сторонніх відвідувачів, оскільки зовні схожа на верес і квітне одночасно з ним.
Інший об'єкт охорони — восковниця звичайна — у Гріні вельми розповсюджена. Її запашні бруньки використовують для приготування знаменитого Ризького чорного бальзаму, через що цей чагарник швидко зникає. На території заповідника такі заготівлі заборонені і популяція восковниці тут знаходиться у чудовому стані.
Серед інших рідкісних рослин варті згадки такі декоративні види як лілія лісова, шипшина повстиста, любка дволиста, орлики звичайні, зозулинці Фукса та плямистий. Менш показні, але також підлягають охороні серпій неколючий, льонець дрібний, осоки Буксбаума та Госта, горошок болотяний, плаун звичайний, верба лапландська і близька до неї Salix reptans.

## Фауна
Фауна заповідника Гріні досліджена мало. Причиною цього є як ботанічна спрямованість природоохоронної діяльності, так і невеликі розміри заповідної території, які не дозволяють підтримувати в її межах сталі великі популяції тварин. Види, що трапляються у заповіднику, належать до палеарктичної фауністичної області. Серед них переважають мешканці широколистяних лісів — олень благородний, заєць сірий, сарна європейська, свиня дика, норка європейська, куниця лісова тощо. Менш розповсюджені бореальні ссавці і птахи: заєць білий, лось, орябок, рись євразійська, вивірка звичайна, борсук європейський. Найбільшими хижаками заповідника є вовки, також певну роль відіграють лисиці. З акліматизованих у Латвії видів на територію заповідника заходять лише уссурійські єноти.
Серед птахів Гріні майже повсюдно поширені зяблик, вільшанка, синиця велика, гаїчка, доволі звичайними є тетеруки. З великих птахів у заповіднику Гріні помічені кілька гніздових пар білих та чорних лелек. Загалом 16 видів місцевих пернатих належать до рідкісних видів.

## Господарська та наукова діяльність
Як вже було зазначено у розділі «Історія», спроби господарювати на землях заповідника люди робили здавна, але практично жодна галузь чи то сільського, чи то лісового господарства тут не мала перспектив до розвитку. Оброблювані землі були неплодючими, більш-менш прийнятно на них родили лише гречка, овес та картопля. Водночас, обробка клаптиків ріллі займала багато часу, враховуючи те, що їх спочатку треба було звільнити від лісу й корчів. Пасовища не становили цінності, оскільки болотяні рослини загалом були не надто поживним кормом для худоби. Лише вирубування лісу давало прибуток, але спроби на місці низькобонітетних сосен посадити гаї з чорної вільхи та берези теж не мали особливого успіху.
В тому числі і через це, встановлення заповідного режиму відбулося швидко і без ускладнень. Вже у рік заснування природного заповідника Гріні в ньому були заборонені вирубування дерев, випасання худоби та осушення заболочених лук. Остаточно землі заповідника знелюдніли після Другої світової війни, оскільки більшість місцевих латгальців були депортовані або емігрували. З часом така занедбаність призвела до швидкого поновлення деревостанів, навколо хуторів почали рости осики та берези. Втім, повне заліснення території також не бажане, оскільки при цьому зникнуть сприятливі умови для зростання основних об'єктів охорони — еріки хрестолистої та восковниці звичайної. Опосередковано на екосистеми Гріні діють меліоративні заходи на навколишніх землях, що з другої половини XX століття призвело до помітної евтрофікації водойм і боліт.
Наразі на теренах заповідника діє суворий охоронний режим, вільний перетин кордонів стороннім особам заборонено, а з науковою метою його можна відвідати лише з дозволу працівників національного парку Слітере. У буферній зоні заповідника дозволено змінювати рослинність в рамках наукових дослідів (наприклад, проводити випробувальні пали). Також у заповіднику Гріні частково збережені об'єкти історичної спадщини латгальців: цвинтар, будівлі хутора «Ceriņi».
Перші дослідження цієї території здійснив К. Купфер. В 1898 році з матеріалу, зібраного в Гріні, він склав гербарій, який зараз зберігається в Латвійському університеті. К. Купфер підтвердив зростання у цих місцях еріки хрестолистої (перша згадка про неї датована 1846 роком), але підтвердження значних розмірів популяції, необхідних для заповідання, було здійснено лише наприкінці 1930-х років. В 1950-х роках Я. Гайліс почав системні дослідження грінісу. Він провів кілька цікавих дослідів з його заліснення, вивчив ґрунти, типи і структуру рослинності. В цей же період до вивчення грінісу епізодично долучались й інші лісознавці Латвії. У 1984 році М. Лавіньш детально описав історію створення заповідника.